# السالمية (الرقة)
السالمية قرية سورية تتبع ناحية المنصورة في منطقة الثورة في محافظة الرقة. بلغ عدد سكانها 82 نسمة في عام 2004 حسب إحصاء المكتب المركزي للإحصاء.